# François-Xavier Houlet

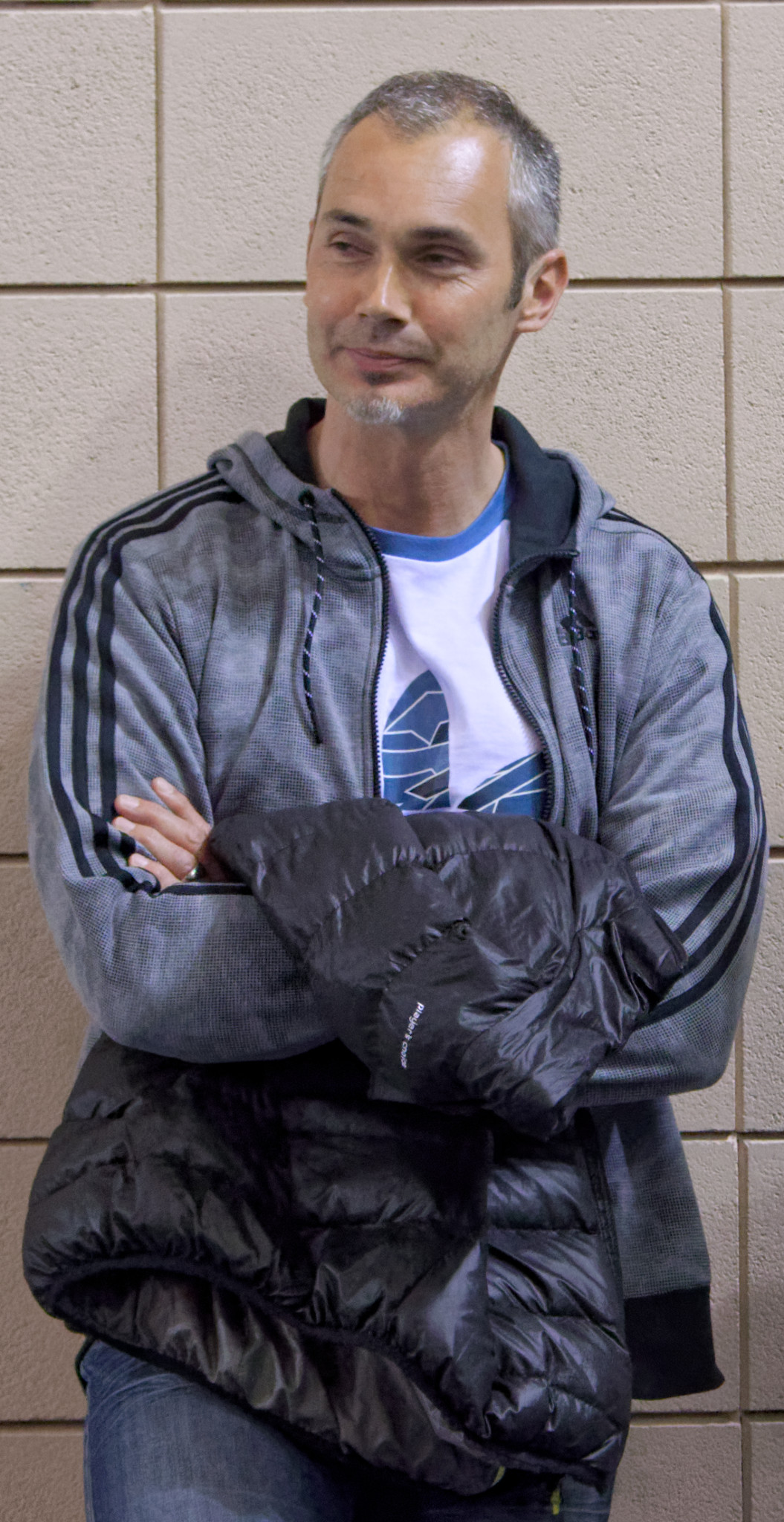
François-Xavier Houlet (2016)

François-Xavier Houlet (* 8. Juli 1969 in Paris) ist ein ehemaliger französischer Handballspieler. Er spielte zuletzt in der Handball-Bundesliga beim VfL Gummersbach. Dort trug er die Trikotnummer 9 und spielte auf der Position Rückraum Mitte. Für die französische Männer-Handballnationalmannschaft hat er 64 Länderspiele bestritten und dabei 181 Tore erzielt. Der Vater von drei Kindern (Kenza, Chloé und Lola) hat ein abgeschlossenes Studium als Sportjournalist. Sein Spitzname ist „Zouzou“. Er erzielte in seinem letzten Spiel – dem letzten Spiel der Saison 2006/2007 am 2. Juli 2007 – sein einziges und allerletztes Tor kurz vor dem Abpfiff gegen die HSG Düsseldorf.
Ab der Saison 2007/08 war er beim VfL Gummersbach Geschäftsführer für den Bereich Sport. Ende Dezember 2009 wurde er seines Postens enthoben. Sein Nachfolger wurde Axel Geerken.
Seine Tochter Kenza Houlet läuft in der höchsten französischen Handball-Spielklasse auf.

## Stationen
- 1980–1986 Stella Saint-Maur (FRA) Jugendbereich
- 1986–1987 US Créteil (FRA) Jugendbereich
- 1987–1990 US Créteil (FRA)
- 1990–1992 USM Gagny (FRA)
- 1992 Vénissieux HB (FRA)
- 1993–1994 CSM Livry-Gargan (FRA)
- 1994 US Créteil (FRA)
- 1994–1996 Montpellier HB (FRA)
- 1996–1997 US Créteil (FRA)
- 1997–1999 TV Niederwürzbach
- 1999–2007 VfL Gummersbach
- 2007–2009 Sportdirektor beim VfL Gummersbach

## Erfolge
- Französischer Meister: 1989, 1995
- Französischer Pokalsieger: 1989, 1997